# John Wilder Tukey
John Wilder Tukey (New Bedford, 16 giugno 1915 – New Brunswick, 26 luglio 2000) è stato un chimico, matematico e statistico statunitense.
Svolse un ruolo importante nello sviluppo della statistica di metà Novecento. Ebbe una forte attitudine a collaborare con colleghi, cosicché molti dei suoi studi lo vedono coautore.

## Biografia
Figlio unico di Ralph H. e Adah M. (Tasker) Tukey, ricevette un'educazione privata a casa, approfittando del fatto che entrambi i genitori erano insegnanti. L'insegnamento fuori casa cominciò soltanto con il suo ingresso nella Brown University di Providence, Rhode Island, dove studiò matematica e chimica, laureandosi in chimica. Proseguì gli studi cominciando nel 1937 il dottorato in matematica presso l'Università di Princeton, che conseguì nel 1939 con la tesi Denumerability in topology, pubblicata successivamente (nel 1940) con il titolo Convergence and uniformity in topology.
Accettò l'incarico di insegnamento e in questo periodo i suoi sforzi erano concentrati su temi della matematica astratta.
Durante la seconda guerra mondiale lavorò al Fire Control Research Office (diretto da Merrill Flood) dove venne coinvolto in argomenti di statistica che lo appassionarono alla scienza. Approfittò pure del fatto che a Princeton ci fossero altri statistici di fama – come Charles P. Winsor, George W. Brown, Wilfrid Dixon, Paul Dwyer, Samuel Stanley Wilks e William G. Cochran – coinvolti in ricerche riguardanti gli sforzi bellici.
Alla fine della guerra gli venne proposto da Wilks – che era consapevole del talento di Tukey – un posto come statistico presso il dipartimento di matematica di Princeton. Posto che Tukey accettò, lavorando però pure per gli AT&T Bell Laboratories.
Il primo notevole contributo alla statistica fu l'introduzione di tecniche moderne per la stima dello spettro nelle serie storiche.
Nel 1965 pubblica con James William Cooley su Mathematics in Computation un articolo sull'algoritmo per la Fast Fourier Transform.
Si occupò pure di filosofia della statistica, nonché dei metodi grafici per l'analisi dei dati, introducendo in quell'ambito tra l'altro il Box-and-Whisker Plot e il diagramma Stem-and-Leaf.
Contribuì pure con quella che oggi viene chiamata Tukey's Paired Comparisons e all'analisi della varianza. Anche il Test di Siegel-Tukey porta il suo nome.
Nel 1965 gli è stato assegnato il Premio Samuel S. Wilks.

## Pubblicazioni
- Denumerability in topology, tesi di dottorato in matematica, 1939, pubblicata nel 1940 con il titolo Convergence and uniformity in topology
- Generalized "sandwich" theorems in Duke Math., 1942, coautore Arthur Harold Stone
- Statistical problems of the Kinsey report (coautori F.Mosteller e William G. Cochran, American Statistical Association, 1954)
- Bias and confidence in not-quite large samples, in The Annals of Mathematical Statistics, 1958
- A nonparametric sum of ranks procedure for relative spread in unpaired samples, in Journal of the American Statistical Association, 1960 (coautore Sidney Siegel)
- Approximate behavior of the distribution of Winsorized t, in Technometrics, 1968, coautore Wilfrid J. Dixon